# Георге Косак
Георге Косак (нар. 26 січня 1968) — колишній румунський тенісист.
Найвищу одиночну позицію світового рейтингу — 265 місце досяг 23 жовтня 1995, парну — 170 місце — 15 квітня 1991 року.

## Фінали за кар'єру

### Парний розряд: 3 (3 поразки)
| Результат | W/L | Дата     | Турнір                | Покриття | Партнер              | Суперники                   | Рахунок       |
| --------- | --- | -------- | --------------------- | -------- | -------------------- | --------------------------- | ------------- |
| Поразка   | 0–1 | Сер 1990 | Прага, Чехословаччина | Ґрунт    | Флорін Сегирчяну     | Войтех Флегль Даніель Вацек | 7–5, 4–6, 3–6 |
| Поразка   | 0–2 | Вер 1993 | Бухарест, Румунія     | Ґрунт    | Чипр'ян Петре Порумб | Менно Остінг Лібор Пімек    | 6–7, 6–7      |
| Поразка   | 0–3 | Вер 1998 | Бухарест, Румунія     | Ґрунт    | Діну Пескаріу        | Андрей Павел Габріель Тріфу | 6–7, 6–7      |